# Kabinett Lacalle Pou
Das Kabinett Lacalle Pou war vom 1. März 2020 bis zum 1. März 2025 die Regierung von Uruguay. Ihm stand Staatspräsident Luis Alberto Lacalle Pou vor. Es wurde vom Kabinett Orsi abgelöst.

## Regierungsmitglieder
| Amt                                                              | Amtsinhaber | Amtsinhaber              | Amtszeit                          | Partei                |
| ---------------------------------------------------------------- | ----------- | ------------------------ | --------------------------------- | --------------------- |
| Präsident von Uruguay                                            |             | Luis Alberto Lacalle Pou | seit 1. März 2020                 | Partido Nacional      |
| Vizepräsidentin von Uruguay                                      |             | Beatriz Argimón          | seit 1. März 2020                 | Partido Nacional      |
| Sekretär der Präsidentschaft von Uruguay                         |             | Álvaro Delgado Ceretta   | 1. März 2020 – 21. Dezember 2023  | Partido Nacional      |
| Sekretär der Präsidentschaft von Uruguay                         |             | Rodrigo Ferrés           | seit 21. Dezember 2023            | Partido Nacional      |
| stellvertretender Sekretär der Präsidentschaft von Uruguay       |             | Rodrigo Ferrés           | 1. März 2020 – 21. Dezember 2023  | Partido Nacional      |
| stellvertretender Sekretär der Präsidentschaft von Uruguay       |             | Mariana Cabrera          | seit 21. Dezember 2023            | Partido Nacional      |
| Direktor des Büros für Planung und Haushalt                      |             | Isaac Alfie              | 1. März 2020 – 15. Dezember 2023  | Partido Colorado      |
| Direktor des Büros für Planung und Haushalt                      |             | Fernando Blanco          | seit 15. Dezember 2023            | Partido Nacional      |
| Sekretär für Sport                                               |             | Sebastián Bauzá          | seit 1. März 2020                 | Partido Nacional      |
| Ministerin für Wirtschaft und Finanzen                           |             | Azucena Arbeleche        | seit 1. März 2020                 | Partido Nacional      |
| Minister für auswärtige Beziehungen                              |             | Ernesto Talvi            | 1. März 2020 – 1. Juli 2020       | Partido Colorado      |
| Minister für auswärtige Beziehungen                              |             | Francisco Bustillo       | 6. Juli 2020 – 1. November 2023   | Parteilos             |
| Minister für auswärtige Beziehungen                              |             | Omar Paganini            | seit 6. November 2023             | Partido Nacional      |
| Gesundheitsminister                                              |             | Daniel Salinas           | 1. März 2020 – 13. März 2023      | Cabildo Abierto       |
| Gesundheitsminister                                              |             | Karina Rando             | seit 13. März 2023                | Cabildo Abierto       |
| Innenminister                                                    |             | Jorge Larrañaga          | 1. März 2020 – 22. Mai 2021       | Partido Nacional      |
| Innenminister                                                    |             | Luis Alberto Heber       | 24. Mai 2021 – 6. November 2023   | Partido Nacional      |
| Innenminister                                                    |             | Nicolás Martinelli       | seit 6. November 2023             | Partido Nacional      |
| Minister für Bildung und Kultur                                  |             | Pablo Da Silveira        | seit 1. März 2020                 | Partido Nacional      |
| Minister für nationale Verteidigung                              |             | Javier García Duchini    | 1. März 2020 – 4. März 2024       | Partido Nacional      |
| Minister für nationale Verteidigung                              |             | Armando Castaingdebat    | seit 4. März 2024                 | Partido Nacional      |
| Minister für soziale Entwicklung                                 |             | Pablo Bartol             | 1. März 2020 – 3. Mai 2021        | Partido Nacional      |
| Minister für soziale Entwicklung                                 |             | Martín Lema              | 3. Mai 2021 – 4. März 2024        | Partido Nacional      |
| Minister für soziale Entwicklung                                 |             | Alejandro Sciarra        | seit 4. März 2024                 | Partido Nacional      |
| Minister für Viehzucht, Landwirtschaft und Fischerei             |             | Carlos María Uriarte     | 1. März 2020 – 27. Juni 2021      | Partido Nacional      |
| Minister für Viehzucht, Landwirtschaft und Fischerei             |             | Fernando Mattos Costa    | seit 27. Juni 2021                | Partido Nacional      |
| Minister für Industrie, Energie und Bergbau                      |             | Omar Paganini            | 1. März 2020 – 6. November 2023   | Partido Nacional      |
| Minister für Industrie, Energie und Bergbau                      |             | Elisa Facio              | seit 6. November 2023             | Partido Nacional      |
| Minister für Verkehr und öffentliche Arbeiten                    |             | Luis Alberto Héber       | 1. März 2020 – 24. Mai 2021       | Partido Nacional      |
| Minister für Verkehr und öffentliche Arbeiten                    |             | José Luis Falero         | seit 25. Mai 2021                 | Partido Nacional      |
| Ministerin für Wohnungswesen, Raumplanung und Umwelt von Uruguay |             | Irene Moreira            | 1. März 2020 – 5. Mai 2023        | Cabildo Abierto       |
| Ministerin für Wohnungswesen, Raumplanung und Umwelt von Uruguay |             | Raúl Lozano Bonet        | seit 9. Mai 2023                  | Cabildo Abierto       |
| Minister für Arbeit und Soziales                                 |             | Pablo Mieres             | 1. März 2020 – 2. Mai 2024        | Partido Independiente |
| Minister für Arbeit und Soziales                                 |             | Mario Arizti             | seit 2. Mai 2024                  | Partido Nacional      |
| Minister für Tourismus                                           |             | Germán Cardoso           | 1. März 2020 – 22. August 2021    | Partido Colorado      |
| Minister für Tourismus                                           |             | Tabaré Viera             | 23. August 2021 – 11. März 2024   | Partido Colorado      |
| Minister für Tourismus                                           |             | Eduardo Sanguinetti      | seit 11. März 2024                | Partido Colorado      |
| Minister für Umwelt                                              |             | Adrián Peña              | 27. August 2020 – 30. Januar 2023 | Partido Colorado      |
| Minister für Umwelt                                              |             | Robert Bouvier           | seit 30. Januar 2023              | Partido Colorado      |